# サバイイ島
座標: 南緯13度40分 西経172度25分 / 南緯13.667度 西経172.417度

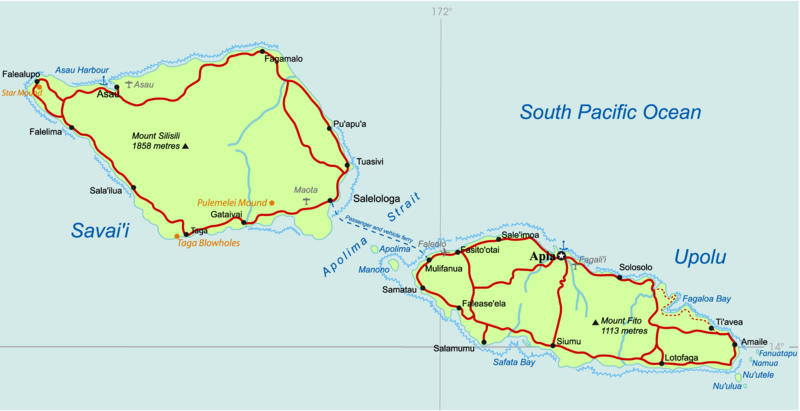
ウポル島とサバイイ島。左がサバイイ島

サバイイ島（サバイイとう、サモア語:Savai’i）は、南太平洋のサモア独立国にある島で、同国最大の島であり、サモア諸島中最大の火山島。ニュージーランドやハワイを除けばポリネシア最大の島でもある。旧称はチャタム（Chatham）島。
島は海底から隆起した溶岩に覆われた大量の玄武岩によって構成されている。東西約７７キロメートル南北43キロメートルで、面積は1,708km2。サバイイ島は活火山の島で、島の最高峰は標高1,858mのシリシリ山。サバイイ島での最後の噴火は、1911年にマタバヌ山が溶岩流の流出を伴って噴火したものである。同島にはおよそ5万人が住んでいるが、同国のもう一つの主要な島であるウポル島ほどは開発が進んでいない。島には空港としてマオタ空港とアサウ空港があり、港湾としてサレロロガ港とアサウ港がある。
島には、プレメレイ･マウンド、アロファアガの潮吹き穴、モソの足跡などの名所がある。日付変更線から32キロに位置する同国最西端、そして世界で最も西とも言えるファレアルポ村もこの島にある。しかし、2011年12月29日に主要な取引先であるニュージーランドやオーストラリア・日本と日付を揃えるために日付変更線の西側に移動した。そのためファレアルポ村は「世界で最も西」ではなくなった。19世紀前半、サバイイ島はしばしばPolaと呼ばれていた。